# مدرسه میرزا جعفر
مدرسه میرزا جعفر یک مدرسه علوم دینی در شهر مشهد، در ضلع شمالی صحن انقلاب حرم امام رضا (ع) واقع گردیده و از بناهای با ارزش دوره صفویه به شمار می‌آید که به سال ۱۰۵۹ قمری به همت شخصی به نام میرزا جعفر سروقدی (از بازرگانان معروف خراسان، که با هندوستان داد و ستد داشته است) ساخته شده و سال ۱۲۸۵ قمری به دستور ظهیر الدوله والی خراسان مرمت شده و با کاشی‌های معرق و سبک معماری بسیار ممتازی تزئین گشته است.

## ویژگی‌های معماری
از جمله گنجینه‌های نفیس معماری این بنا، گچبری‌های زیبای در ورودی مدرسه بود که متأسفانه با گذشت زمان نابود شده‌است. از دیگر نفایس مدرسه میرزا جعفر می‌توان ایوان شمالی مدرسه را نام برد که دارای مقرنس، کاشیکاری معرق و کتیبه‌های بسیار کم‌نظیر است. این ایوان نفیس و کتابخانه آن همچنان به صورت اولیه باقی مانده و هیچ آسیبی به آن نرسیده است.
صاحب منتخب التواریخ این بنای تاریخی را چنین می‌ستاید:
مدرسه میرزا جعفر که درب آن واقع است در میان صحن عتیق، و این مدرسه بهترینِ مدارسِ مشهد است وصفاً و مکاناً و بنای بسیار عالی است و مزیّن به کاشی معرّق و ممتاز است. 

## کتابخانه
کتابخانه‌ای زیبا، تاریخی، هنری نیز توسط بنیانگذار مدرسه، همزمان با باست این بنا، ساخته شد. این کتابخانه دارای گچبری و نقاشیهای ارزنده‌ای است که در آنها، از آب طلا استفاده شده و از این حیث نیز معماری کم‌نظیری عرضه شده‌است در بخش داخلی کتابخانه طاقچه‌های متعدد گچی برای چیدن کتاب در نظر گرفته شده‌است. در زیر سقف گنبدی شکل کتابخانه علاوه بر گچبریهای در خور توجه نقاشیهای بسیار زیبایی ترسیم شده‌است که اکنون نیز به صورت نخستین برجای مانده است.

## سرداب مدرسه میرزا جعفر
در ضلع جنوبی مدرسه،  سردابی است (زیر زمین) که در گذشته درِ ورودی آن از داخل مدرسه باز می‌شد و تنها یک پنجره مشبک فلزی داشت که به صحن سقاخانه (صحن قدیم) باز می‌شد و مردم از همین پنجره به زیارت می‌پرداختند. اما در حال حاضر در ورودی مخصوصی از داخل صحن انقلاب تعبیه شده‌است و به آرامگاه شیخ حر عاملی معروف است. در این سرداب چند تن از علما مدفونند که شامل: 
- شیخ حر عاملی
- شیخ محمد رضا فرزند شیخ حر عاملی
- محقق سبزواری و همسرش سرو قد خانم [۶]
- میرزا محمدحسن شیخ‌الاسلام
- میرزاعلی اکبر شیخ الاسلام
- محمدحسین خاتون‌آبادی
- شیخ علی سبط شهید دوم
- ملا میرزا شیروانی
- شیخ حسین بن شیخ علی از نوادگان شهید ثانی
- میرزا جعفر سروقدی [۷]
- میرزا ابوالحسن فرزند میرزا جعفر سروقدی

پس از طرح توسعه حرم، به غیر از مقبره شیخ حر عاملی، بقیه سنگ قبور منتقل شده و دیگر در این مکان وجود ندارند

## دانشگاه علوم اسلامی رضوی
این مدرسه در طول بیش از سه سده از مهم‌ترین کانون‌های علوم دینی در حوزه علمیه مشهد بود و تعداد زیادی از دانش پژوهان و محصلان علوم دینی در سطوح مختلف حوزوی زیر نظر بهترین استادان حوزه در آن مشغول تحصیل بودند. بنا به گفته آیت الله سیدعلی خامنه‌ای این مدرسه مرکز معنوی حوزه علمیه مشهد بوده‌است.
این مدرسه هم‌اکنون قسمتی از دانشگاه علوم اسلامی رضوی و دروس حوزوی آن کما فی السابق در حال تدریس است.